# Leucochimona iphias
Leucochimona iphias är en fjärilsart som beskrevs av Hans Ferdinand Emil Julius Stichel 1909. Leucochimona iphias ingår i släktet Leucochimona och familjen Riodinidae. Inga underarter finns listade i Catalogue of Life.